# Egbert Broerken

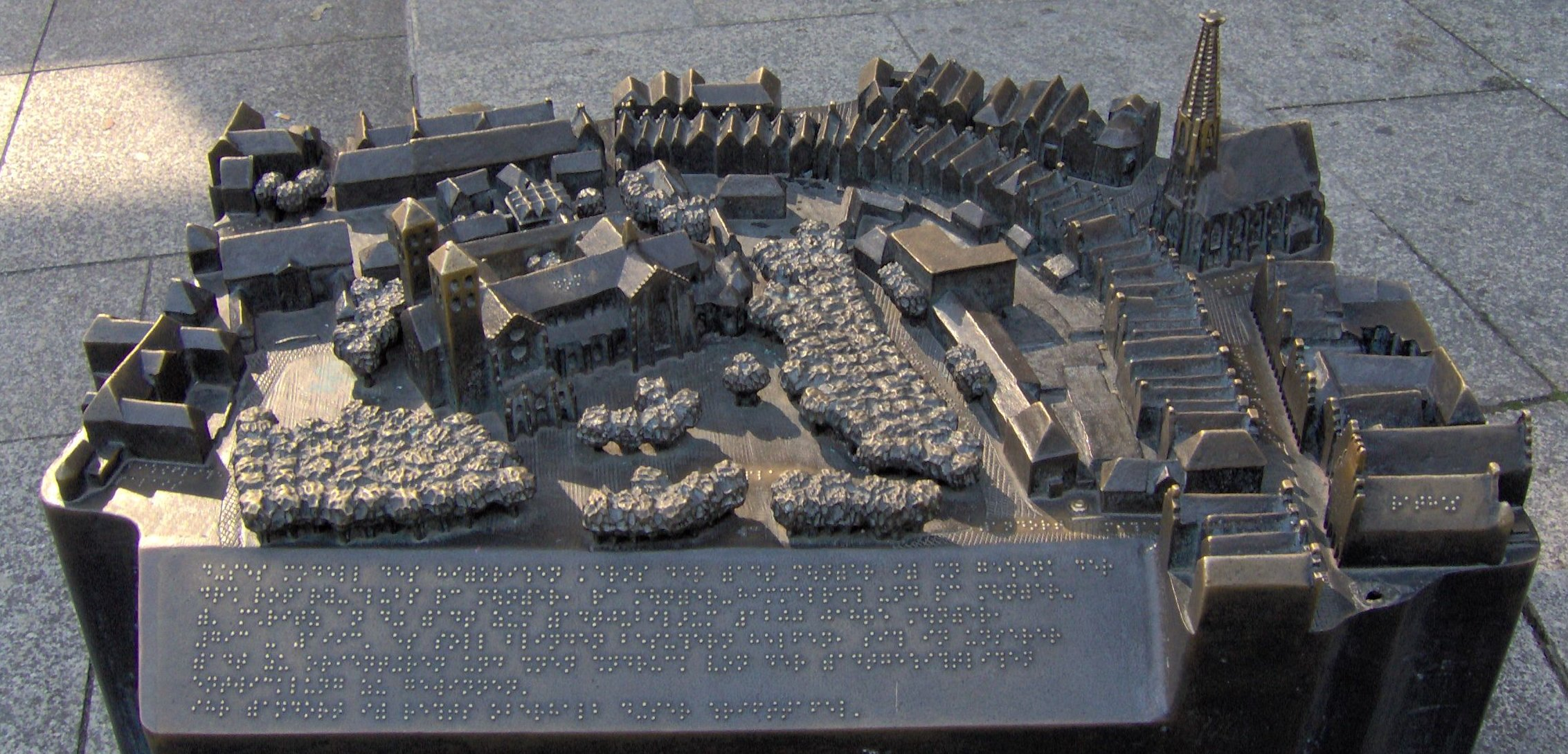
Model van het Michaelis plein in Münster, Noordrijn-Westfalen

Egbert Broerken (Hovestadt, gemeente Lippetal, 1950) is een Duits beeldhouwer. Hij studeerde aan de Fachhochschule Münster Design en gaf later les aan de Fachhochschule für Design in Dortmund.
Broerken is voornamelijk bekend van zijn maquettes van binnensteden die hij aanvankelijk maakte voor slechtzienden en blinden. Zijn eerste werk voor deze doelgroep was voor de Westfälische Blindenschule in Soest. De eerste opdracht voor een stadsmaquette betrof de stad Münster. De maquettes worden voorzien van zowel braille als regulier schrift. Hoewel blinden en slechtzienden de aanvankelijke doelgroep waren, hebben de maquettes ook waarde als trekpleister voor toeristen en bewoners.
Broerken bestudeert de objecten eerst aan de hand van kadastrale kaarten, historisch kaartmateriaal, meetdata en luchtfoto's. Daarnaast brengt hij een bezoek aan de plaats waarbij hij ter plekke de grote gebouwen fotografeert. Voor het model maakt Broerken gebruik van de verlorenwasmethode. Gedurende maanden werkt hij een model uit in was, waarvan een vuurvaste mal wordt gemaakt. Het uiteindelijke beeld wordt hierin afgegoten als dunne laag brons. Het proces van de stadsmaquettes neemt meestal tussen de acht en tien maanden in beslag.
In 2019 had Broerken meer dan 120 binnensteden en objecten zoals kloosters en kerken in miniatuurversies in brons gegoten. Het grootste aantal van zijn ontwerpen staat in Duitsland, maar er bevinden zich ook modellen in Nederland en Frankrijk.

## Voorbeelden van maquettes
- München[4]
- Berlijn[5]
- 's-Hertogenbosch[6]
- Deventer[7]
- Lübeck[1]
- Trier[8]